# Moscovi
Moscovi là một nguyên tố hóa học tổng hợp siêu nặng với ký hiệu Mc và số nguyên tử 115, trước đây tạm gọi ununpenti với ký hiệu Uup.
Nó nằm ở vị trí nguyên tố nặng nhất của nhóm 15 (VA), mặc dù đồng vị bền đầy đủ chưa được biết đến thời điểm này để cho phép tiến hành các thí nghiệm hóa nhằm xác định vị trí của nó.
Nó được quan sát đầu tiên vào năm 2003 và chỉ có 30 nguyên tử moscovi được tổng hợp cho đến ngày nay, với chỉ 4 nguyên tử từ phân rã từ tiếp của hạt nhân mẹ được phát hiện. Bốn đồng vị liên tiếp hiện đã được phát hiện, 287–290Mc, với 289Mc có chu kỳ bán rã lâu nhất là ~220 mili giây, dù vậy đồng vị 290Mc có thể có chu kỳ bán rã lâu hơn (chỉ có một phân tử được đo đạc nên độ chính xác chưa cao).